# Protea namaquana
Protea namaquana (лат.) — кустарник, вид рода Протея (Protea) семейства Протейные (Proteaceae), эндемик юго-запада Капской области в Южной Африке. Редкий кустарник с цветочными головками, имеющими сильный дрожжевой запах.

## Ботаническое описание
Protea namaquana — прямостоячий округлый густоразветвлённый кустарник высотой 1-2 м. Ствол может достигать 200 мм в диаметре. Цветоносные побеги гладкие, прямостоячие. Листья безволосые, бледно-зелёные, направленные вверх, с закруглёнными кончиками, утончающиеся у основания до линейных ложковидных. Листья 31-60 мм в длину и 4-9 мм в ширину. Цветочные головки свисают вниз, в бутоне округлые, в раскрытом состоянии мелко чашевидные, тускло-карминового цвета, диаметром 90-100 мм. Открытые цветочные головки источают сильный дрожжевой запах. Цветёт зимой и весной (с июня по сентябрь).
Долгое время P. namaquana путали с P. sulphurea, однако его характер роста и листья сильно различаются. P. namaquana имеет прямые и округлые стебли, а у P. sulphurea они распространяются горизонтально, но цветочные головки обоих видов выглядят одинаково в раскрытом состоянии.

P. namaquana
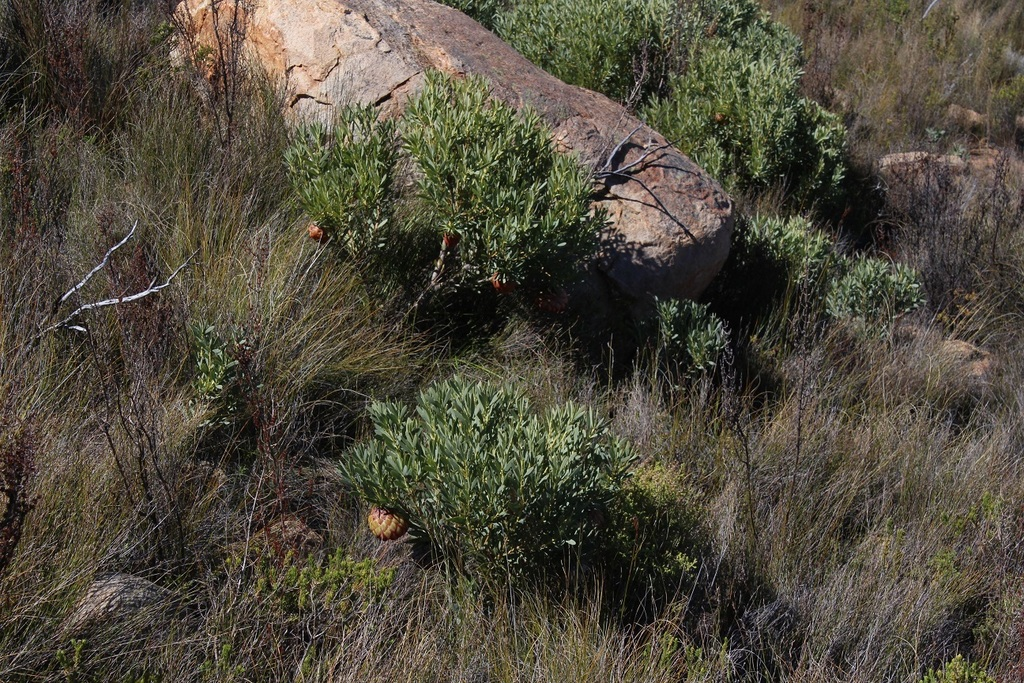
Общий вид
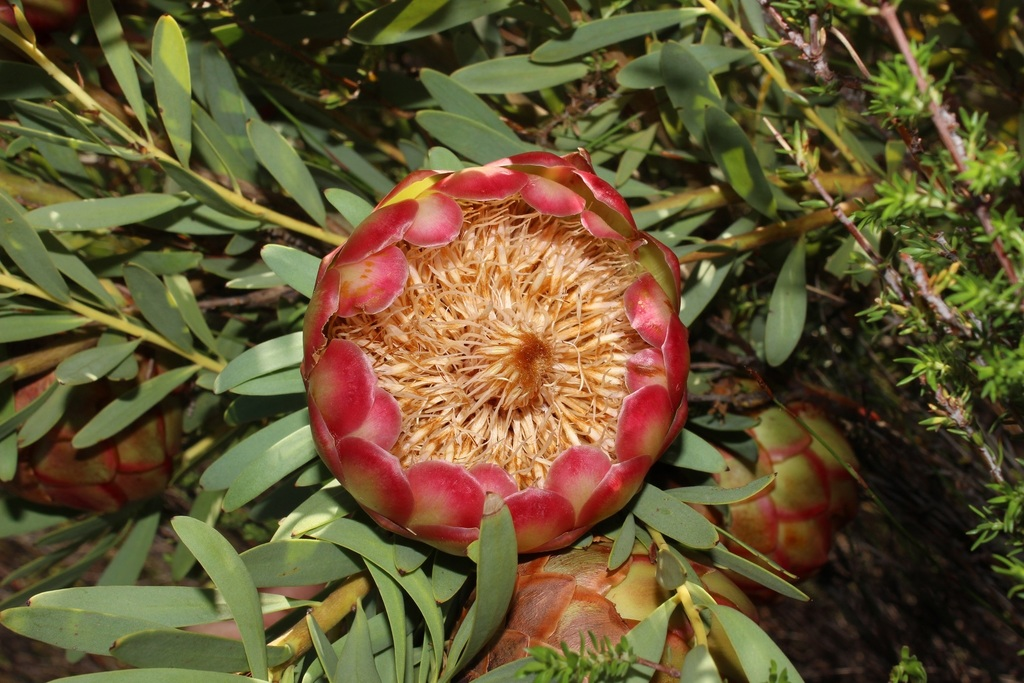
Соцветие

## Таксономия
Вид Protea inopina был впервые описан в 1990 году южноафриканским ботаником Джоном Патриком Рурком в Journal of South African botany.

## Распространение и местообитание
Protea namaquana — эндемик Южной Африки. Вид является эндемиком Намакваленда и встречается на скалистых гранитных склонах в горах Камисберг. Намакваленд — это полупустынный регион с засушливым летом и дождями, выпадающими в зимние месяцы. В этом районе выпадает в среднем 350 мм осадков в год, причём наибольшее количество осадков выпадает в июне, а самое низкое — в декабре. Другими важными источниками осадков являются прибрежный туман и сильная роса, источником которых является близлежащий Атлантический океан. Морозы случаются редко, а температуры становятся все выше и повысились за последнее столетие. Средняя максимальная температура зимой составляет 18ºC, а летом — 30ºC..

## Охранный статус
Вид имеет ограниченный ареал площадью всего в 18 км² и классифицируется как находящийся на грани полного исчезновения.